# Río Manacacías
Río Manacacías är ett vattendrag i Colombia.   Det ligger i departementet Meta, i den centrala delen av landet, 220 km öster om huvudstaden Bogotá.